# Bonner Buchmesse Migration
Die Bonner Buchmesse Migration ist eine Fachbuchmesse zum Thema Migration und Interkulturalität. Sie bietet Autoren und Verlagen, die sich mit der multikulturellen Gesellschaft befassen, ein breites Publikum und Medienpräsenz. Das Konzept der Messe wurde von Hidir Celik im Jahre 1998 entwickelt und seitdem weitergeführt. Die Veranstalter der Messe sind seit 2019 die Evangelische Migrations- und Flüchtlingsarbeit (EMFA) – Integrationsagentur im Evangelischen Kirchenkreis Bonn und das Diakonische Werk Bonn und Region. Bis 2017 wurde die Messe von der EMFA / Integrationsagentur gemeinsam mit dem Bonner Institut für Migrationsforschung und Interkulturelles Lernen (BIM) e. V. veranstaltet.
Die Bonner Buchmesse Migration fand erstmals 1998 im Bonner Stadtteil Tannenbusch im Gustav-Heinemann-Haus statt. Seit 2001 findet sie im zweijährlichen Rhythmus statt. Aufgrund des gestiegenen Interesses zog die Messe in das Haus der Geschichte um. Aufgrund der Corona-Pandemie fiel die Messe 2021 aus und wurde 2022 nachgeholt. Seitdem findet sie weiterhin im zweijährigen Rhythmus in geraden Jahren statt. 2024 fand die Buchmesse erstmals im Haus der Bildung Bonn statt. 
Seit 2001 findet im Rahmen der Bonner Buchmesse ein Literaturwettbewerb statt. Drei Jurys vergeben jeweils Preise für Erzählungen, Lyrik sowie für Kinder- und Jugendliteratur. Außerdem wählen die Jurymitglieder Beiträge für eine Anthologie je Sparte aus.
Die Buchmesse wird publizistisch unter anderem vom WDR, NDR, Bonner Generalanzeiger, der Deutschen Welle und der taz begleitet.
Viele regionale und überregionale Einrichtungen, Organisationen und Behörden wirken an der Messe und deren Finanzierung mit, so die Stadt Bonn, das Land Nordrhein-Westfalen, die Evangelische Kirche im Rheinland, soziale Organisationen wie Amnesty International oder Pro Asyl, Verlage, literarische Vereinigungen und Stiftungen.
Das Programm der Messe wird an aktuelle politische und gesellschaftliche Entwicklungen und Ereignisse angepasst. Im Rahmen der Buchmesse finden etwa 30 Einzelveranstaltungen statt.